# سد سالواینا
سد سالواینا (به اسپانیایی: Salvajina Dam) یک سد خاکی در کلمبیا است.